# Kye Kye
 (mars 2015).
 (mai 2017).
Si vous disposez d'ouvrages ou d'articles de référence ou si vous connaissez des sites web de qualité traitant du thème abordé ici, merci de compléter l'article en donnant les références utiles à sa vérifiabilité et en les liant à la section « Notes et références ».
Kye Kye est un groupe américain de musique électronique originaire de Portland en Oregon. Il est formé en 2010 par Olga Yagolnikov, ses deux frères Timothy et Alex Yagolnikov et son mari Tommy Phelan.

## Histoire
Olga, Timothy et Alex Yagolnikov naissent de parents immigrés estoniens et grandissent à Portland, Oregon.

## Discographie
Albums studio